# Vodacom Origins of Golf Tour
De Vodacom Business Origins of Golf Tour is een serie Pro-Am golftoernooien in Zuid-Afrika. De Tour werd in 2004 opgericht.
De Tour maakt deel uit van de Sunshine Tour en wordt in de Zuid-Afrikaanse wintermaanden gespeeld. De serie bestaat uit vijf toernooien en een finale, die in september of oktober wordt gespeeld. Het prijzengeld voor de gewone toernooien is ZAR 540.000, voor de finale ZAR 600.000.

## Resultaten
| Jaar | Nr.    | Baan                                | Locatie          | Winnaar             | Score | Score | Info                                              |
| ---- | ------ | ----------------------------------- | ---------------- | ------------------- | ----- | ----- | ------------------------------------------------- |
| 2004 | I      | Pezula Golf Club                    | Knysna           | Patrick O'Brien     | 210   | –6    |                                                   |
| 2004 | II     | Schoeman Park Golf Club             | Bloemfontein     | Steve van Vuuren    | 200   | –16   |                                                   |
| 2004 | III    | Zimbali Country Club                | Dolphin Coast    | Thomas Aiken        | 204   | –12   |                                                   |
| 2004 | IV     | Lost City Golf Course               | Sun City         | Thomas Aiken        | 204   | –12   |                                                   |
| 2004 | V      | Arabella Country Estate             | Kleinmond        | Louis Oosthuizen    | 215   | –1    |                                                   |
| 2004 | Finale | Fancourt - The Links                | George           | Thomas Aiken        | 214   | –5    |                                                   |
| 2005 | I      | Pretoria Country Club               | Pretoria         | Desvonde Botes      | 202   | –14   |                                                   |
| 2005 | II     | Pezula Golf Club                    | Knysna           | Desvonde Botes      | 198   | –18   |                                                   |
| 2005 | III    | Wild Coast Sun Country Club         | Port Edward      | Dean Lambert        | 205   | –5    |                                                   |
| 2005 | IV     | Bloemfontein Golf Club              | Bloemfontein     | Nic Henning         | 205   | –11   |                                                   |
| 2005 | V      | Erinvale Golf Club                  | Somerset West    | Hennie Otto         | 202   | –14   |                                                   |
| 2005 | Finale | Fancourt - The Links                | George           | Steve Basson        | 218   | –1    |                                                   |
| 2006 | I      | Arabella Country Estate             | Kleinmond        | Jean Hugo           | 208   | –8    |                                                   |
| 2006 | II     | Pretoria Country Club               | Pretoria         | Vaughn Groenewald   | 205   | –11   |                                                   |
| 2006 | III    | Selborne Country Club               | Pennington       | Rossouw Loubser     | 205   | –8    |                                                   |
| 2006 | IV     | Bloemfontein Golf Club              | Bloemfontein     | Rossouw Loubser     | 205   | –11   |                                                   |
| 2006 | V      | Pezula Golf Club                    | Knysna           | Kevin Stone         | 207   | –9    |                                                   |
| 2006 | Finale | Fancourt - Montagu                  | George           | Darren Fichardt     | 212   | –4    |                                                   |
| 2007 | I      | Arabella Country Estate             | Kleinmond        | Andrew Curlewis     | 207   | –9    |                                                   |
| 2007 | II     | Pretoria Country Club               | Pretoria         | Hennie Otto         | 201   | –15   |                                                   |
| 2007 | III    | Selborne Country Club               | Pennington       | George Coetzee      | 207   | –9    |                                                   |
| 2007 | IV     | Bloemfontein Golf Club              | Bloemfontein     | Ulrich van den Berg | 202   | –14   |                                                   |
| 2007 | V      | Fancourt - The Links                | George           | Adilson da Silva po | 217   | –2    | Won de play-off van Warren Abery                  |
| 2007 | Finale | St. Francis Links Golf Club         | Sint-Francisbaai | Titch Moore         | 209   | –7    |                                                   |
| 2008 | I      | Bloemfontein Golf Club              | Bloemfontein     | Dion Fourie         | 201   | –15   |                                                   |
| 2008 | II     | Pretoria Country Club               | Pretoria         | Tyrone van Aswegen  | 201   | –15   |                                                   |
| 2008 | III    | Selborne Country Club               | Pennington       | Jean Hugo           | 203   | –13   |                                                   |
| 2008 | IV     | Arabella Country Estate             | Kleinmond        | Garth Mulroy        | 210   | –6    |                                                   |
| 2008 | V      | Humewood Golf Club                  | Port Elizabeth   | George Coetzee      | 212   | –4    |                                                   |
| 2008 | Finale | St. Francis Links Golf Club         | Sint-Francisbaai | Jaco Van Zyl        | 214   | –2    |                                                   |
| 2009 | I      | Bloemfontein Golf Club              | Bloemfontein     | Trevor Fisher Jr.   | 201   | –15   |                                                   |
| 2009 | II     | Pretoria Country Club               | Pretoria         | Brandon Pieters     | 204   | –12   |                                                   |
| 2009 | III    | Fancourt -Montagu                   | George           | Brandon Pieters     | 141   | –3    | Wegens slechte weer, afgewerkt in twee ronden     |
| 2009 | IV     | Erinvale Golf Club                  | Somerset West    | Jaco Ahlers         | 135   | –9    | Wegens slechte weer, afgewerkt in twee ronden     |
| 2009 | V      | Selborne Country Club               | Pennington       | Darren Fichardt     | 198   | –18   |                                                   |
| 2009 | Finale | Simola Golf & Country Estate        | Knysna           | Brandon Pieters     | 208   | –8    |                                                   |
| 2010 | I      | Gardener Ross Golf & Country Estate | Centurion        | Jean Hugo           | 201   | –15   |                                                   |
| 2010 | II     | Sishen Golf Club                    | Kathu            | Jaco Van Zyl        | 200   | –16   |                                                   |
| 2010 | III    | Humewood Golf Club                  | Port Elizabeth   | Ulrich van den Berg | 202   | –14   |                                                   |
| 2010 | IV     | Selborne Country Club               | Pennington       | James Kingston      | 2013  | –13   |                                                   |
| 2010 | V      | Stellenbosch Golf Club              | Stellenbosch     | Jean Hugo           | 199   | –17   |                                                   |
| 2010 | Finale | Oubaai Golf Club                    | George           | Justin Harding      | 209   | –7    |                                                   |
| 2011 | I      | Pretoria Country Club               | Pretoria         | Jean Hugo           | 201   | –15   |                                                   |
| 2011 | II     | Arabella Country Estate             | Kleinmond        | Chris Swanepoel     | 198   | –18   |                                                   |
| 2011 | III    | Simola Golf & Country Estate        | Knysna           | Jean Hugo po        | 201   | –15   | Won de play-off van Chris Swanepoel               |
| 2011 | IV     | Wild Coast Sun Country Club         | Port Edward      | Darren Fichardt     | 204   | –12   |                                                   |
| 2011 | V      | Sishen Golf Club                    | Kathu            | Adilson Da Silva    | 202   | –14   |                                                   |
| 2011 | Finale | Legend Golf & Safari Resort         | Waterberg        | Jean Hugo           | 208   | –10   |                                                   |
| 2012 | I      | Simola Golf & Country Estate        | Knysna           | Ryan Cairns po      | 201   | –15   | Won de play-off van Vaughn Groenewald             |
| 2012 | II     | Zebula Country Club                 | Bela Bela        | Bryce Easton        | 200   | –16   |                                                   |
| 2012 | III    | De Zalze Golf Club                  | Stellenbosch     | Allan Versfeld      | 198   | –18   |                                                   |
| 2012 | IV     | Selborne Country Club               | Pennington       | Adilson Da Silva    | 204   | –12   |                                                   |
| 2012 | V      | Sishen Golf Club                    | Kathu            | Trevor Fisher Jr.   | 202   | –14   |                                                   |
| 2012 | Finale | Fancourt - The Links                | George           | Branden Grace       | 209   | –10   |                                                   |
| 2013 | I      | Simola Golf & Country Estate        | Knysna           | Jacques Blaauw      | 204   | –12   |                                                   |
| 2013 | II     | Selborne Country Club               | Pennington       | Jacques Blaauw      | 198   | –18   |                                                   |
| 2013 | III    | Euphoria Golf Estate                | Modimolle        | Heinrich Bruiners   | 208   | –8    |                                                   |
| 2013 | IV     | Langebaan Country Club              | Langebaan        | Jean Hugo           | 202   | –14   |                                                   |
| 2013 | V      | Parys Golf & Country Estate         | Parys            | Andrew Curlewis po  | 209   | –7    | Won de play-off van Lyle Rowe                     |
| 2013 | Finale | St. Francis Links Golf Club         | Sint-Francisbaai | J.J. Senekal po     | 212   | –4    | Won de play-off van Titch Moore                   |
| 2014 | I      | Euphoria Golf Estate                | Modimolle        | Danie van Tonder    | 204   | –12   |                                                   |
| 2014 | II     | Arabella Country Estate             | Kleinmond        | Jean Hugo           | 137   | –7    | 36-holes (regenweer)                              |
| 2014 | III    | St. Francis Links Golf Club         | Sint-Francisbaai | Keith Horne         | 207   | –9    |                                                   |
| 2014 | IV     | Wild Coast Sun Country Club         | Port Edward      | Louis de Jager po   | 208   | –2    | Won de play-off van Haydn Porteous en Jaco Ahlers |
| 2014 | V      | Vaal de Grace Golf Estate           | Parys            | PH McIntyre po      | 200   | –16   | Won de play-off van Jake Roos                     |
| 2014 | Finale | Pezula Championship Golf Course     | Knysna           | Keith Horne         | 203   | –13   |                                                   |
| 2015 | I      | Langebaan Country Club              | Langebaan        | Justin Harding po   | 208   | –8    | Won de play-off van Vaughn Groenewald             |
| 2015 | II     | San Lameer Golf Club                | Southbroom       | 20-22 augustus      |       |       |                                                   |
| 2015 | III    | Vaal de Grace Golf Estate           | Parys            | 10-12 september     |       |       |                                                   |
| 2015 | IV     | St. Francis Links Golf Club         | Sint-Francisbaai | 1-3 oktober         |       |       |                                                   |
| 2015 | V      | Koro Creek Bushveld Golf Estate     | Modimolle        | 22-24 oktober       |       |       |                                                   |
| 2015 | Finale | Zebula Country Club                 | Bela Bela        | 11-13 november      |       |       |                                                   |

### Meeste overwinningen
| #  | Golfers |
| -- | --- |
| 9x | Jean Hugo |
| 3x | Adilson Da Silva, Brandon Pieters, Darren Fichardt, Thomas Aiken |
| 2x | Andrew Curlewis, Desvonde Botes, George Coetzee, Hennie Otto, Jaco Van Zyl, Jacques Blaauw, Rossouw Loubser, Trevor Fisher Jr., Ulrich van den Berg, Keith Horne, Justin Harding |
| 1x | Ryan Cairns, Allan Versfeld, Branden Grace, Chris Swanepoel, Bryce Easton, Dean Lambert, Dion Fourie, Garth Mulroy, Heinrich Bruiners, J.J. Senekal, Jaco Ahlers, James Kingston, Kevin Stone, Louis Oosthuizen, Nic Henning, Patrick O'Brien, Steve Basson, Steve van Vuuren, Titch Moore, Tyrone van Aswegen, Vaughn Groenewald, Danie van Tonder, Louis de Jager, PH McIntyre |

## Stichting Vodacom
De Vodacom Foundation doneert ZAR 500 voor iedere birdie of eagle die door een speler tijdens het toernooi wordt gemaakt. Dit geldt zowel voor de professionals als voor de amateurs die meedoen. In 2011 werd op deze manier ZAR 3,250.000 gedoneerd aan Birdies for Kiddies. Het geld wordt besteed aan vijf organisaties die zich met kinderen bezighouden die wees zijn, ondervoed, verkracht of verlaten zijn of medische hulp nodig hebben.